# Stad

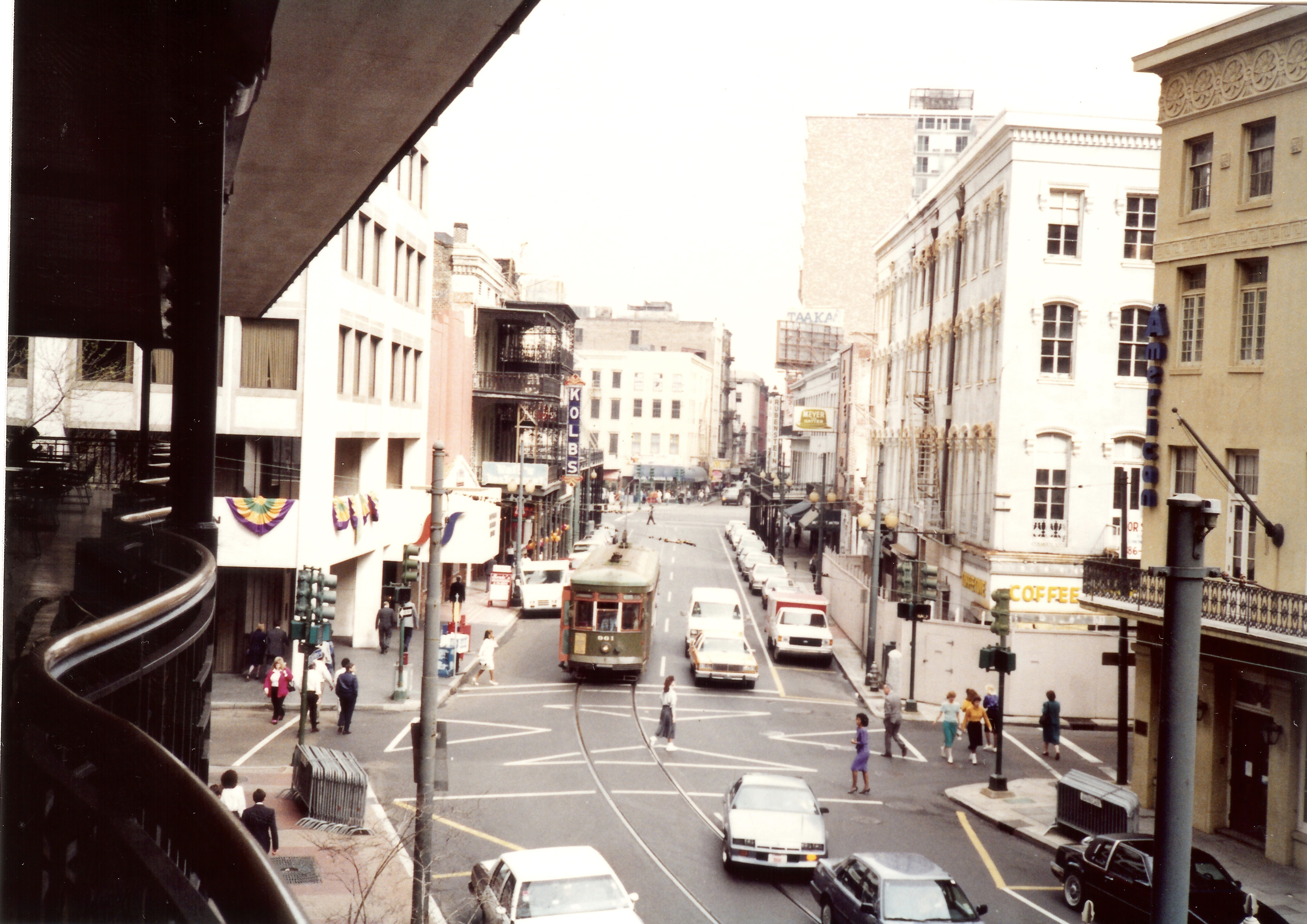
Een stad kent grote dichtheden van mensen en verkeer, zoals hier in New Orleans.

Een stad is een titel voor gemeentes. Deze titel kan uitgereikt zijn voor historische reden of door demografische redenen. In tegenstelling tot een dorp, kan dit een grotere plaats zijn waar mensen wonen, gelegen aan grotere verkeerswegen en met een eigen bestuurs- en verzorgingsstructuur.
Het onderscheid tussen steden en dorpen wordt meestal gemaakt op grond van de grootte (het aantal inwoners) of het voorzieningenniveau. Waar dorpen zich kenmerken door een landelijk karakter, weinig voorzieningen en een hechte gemeenschap, zijn steden dichter bevolkt, bezitten meer voorzieningen (scholen, ziekenhuizen, een schouwburg, grotere stations etc.), en kennen geen hechte gemeenschap ("opgaan in de massa"). Inwoneraantallen zijn als maatstaf sterk afhankelijk van de algehele bevolkingsdichtheid van een gebied: zo zal een plaats met zo'n 1000 inwoners in Tsjaad al een stad zijn, terwijl daar in Japan ten minste 50.000 inwoners voor nodig zijn.
In het middeleeuwse Europa gold een andere definitie: steden waren plaatsen met stadsrechten, zoals het hebben van een stadsmuur en het hebben van een eigen rechtspraak en het heffen van belastingen. In sommige landen, zoals België en Duitsland, hebben zulke plaatsen een bijzondere juridische status als stad, ook al houdt die status vaak niet meer in dan dat de plaats of gemeente zich officieel 'stad' mag noemen. In Nederland is dat niet meer het geval, maar worden plaatsen als Klundert, Sloten, Hindeloopen, Ommen en Stavoren, die volgens de moderne definitie dorpen zijn, in hun historische context steden genoemd.

## Geschiedenis

### De eerste steden
De algemeen geaccepteerde theorie omtrent het ontstaan van de eerste nederzettingen is dat dit plaats heeft gevonden na de neolithische revolutie. Deze stelt dat het ontstaan van landbouw geleidelijk een sedentair bestaan voor de mens, die tot dan toe als jager-verzamelaar leefde, mogelijk maakte; eerst in de vorm van kleine dorpen, later, toen de voedselopbrengsten hoog genoeg waren dat zij enige specialisatie onder de dorpelingen toeliet, in de vorm van steden.
Een minder geaccepteerde theorie stelt nadrukkelijk dat er een sedentaire ontwikkeling plaatsvond vóór de landbouwrevolutie. Hierbij wordt uitgegaan van een situatie waarbij een groep mensen een waardevol handelsproduct (bijvoorbeeld vuursteen of obsidiaan) beheerde, waardoor zij (dankzij handel met omringende groepen) niet meer voor eigen voedselproductie hoefde te zorgen en zich een sedentaire levenswijze kon permitteren.
In enkele uitzonderlijke gevallen, zoals de tell Mureybet in Syrië of de late Jomonperiode in Japan, ontstaan sedentaire gemeenschappen zonder landbouw of het bezit van waardevolle handelswaar. Het betreft hier gebieden met een dermate hoge voedselrijkheid, dat rondtrekken voor de jager-verzamelaars geen noodzaak meer was of meerwaarde had.
Er bestaat geen sluitend onderscheid tussen dorpen en de eerste steden, net zoals vandaag de dag het verschil tussen stad en dorp grotendeels arbitrair is. In de meeste gevallen wordt van een stad gesproken wanneer er sprake is van een nederzetting die genoeg grondstoffen bezit om handel te kunnen drijven. De meeste prehistorische dorpen daarentegen, waren nauwelijks zelfvoorzienend.
Verdere kenmerken zijn onder meer een verregaande mate van specialisatie, waarbij inwoners zich niet enkel met landbouw bezighouden maar waar ook sprake is van (bijvoorbeeld) pottenbakkers, priesters, smeden, leraren of ambtenaren.
De eerste nederzettingen die aan een dergelijke definitie voldoen ontstaan in Mesopotamië, waar ook de landbouwrevolutie voor het eerst plaatsvond. In het oude Sumer, gelegen in het hart van het Tweestromenland, ontstaan de eerste steden, waarvan Uruk en Oer de bekendste zijn.
Veelal ontstaan de eerste steden uit de meest gunstig gelegen (hetzij op vruchtbare grond en/of aan handelsroutes) dorpen, die, naarmate de tijd verstrijkt, aan inwonertal winnen en uiteindelijk het omringende gebied kunnen domineren. Een patroon dat zich herhaalt in vrijwel alle andere gebieden die onafhankelijk van het Midden-Oosten landbouw ontwikkelden (Zuid-India, Noord-China, Midden-Amerika, de Sahel en West-Afrika).

### Steden in de Lage Landen
Alle traditionele steden (plaatsen met stadsrechten of met een ontwikkeling die vóór de Industriële Revolutie begint) in België en Nederland zijn in te delen in een drietal patronen.

#### De antieke stad
Dit zijn door de Romeinen gestichte steden, die na de val van het Romeinse rijk niet verlaten werden, maar (zij het in zeer sterk verminderde mate) binnen de voormalige stadsgrenzen bewoond bleven en een meer dan dorpse functie bleven vervullen. Zij bleven politiek van belang door de aanwezigheid van een lokale machthebber, zoals een heer of bisschop.
In Nederland bevinden zich geen steden die een dergelijke ontwikkeling hebben doorgemaakt; steden als Nijmegen en Utrecht, hoewel in het bezit van een Romeinse kern, raakten ontvolkt. In België bevinden dergelijke steden zich voornamelijk in Wallonië. Tongeren is hierop een uitzondering.

#### De burchtstad
Dit zijn steden die ontstaan tijdens de vroege middeleeuwen uit een samensmelting tussen een burcht of abdij en een handelsnederzetting, ook wel portus ('haven' in het Latijn) genoemd. Handelslieden zochten hierbij de veiligheid en bescherming van een lokale heer, abt of hoofdman en bouwden hun nederzetting in de nabijheid van deze machthebbers. Naarmate deze nederzettingen groeiden smolten zij samen met de burcht tot zij een stad vormden, vandaar dat de woorden "burger" (letterlijk "inwoner van een burcht") en "poorter" (letterlijk "bewoner van een portus") eenzelfde betekenis kregen. Voorbeelden van dergelijke steden zijn Antwerpen, Brugge, Gent, Mechelen, Veurne, Deventer, Utrecht, Nijmegen en Breda.

#### De gestichte stad
In de 11e eeuw is er voor het eerst sinds de Romeinse tijd weer duidelijk sprake van bevolkingsgroei, waarna grote stukken bos, veen en heide ontgonnen worden om de gegroeide bevolking te kunnen voeden. In Nederland is deze ontwikkeling het meest zichtbaar in het midden van de 13e en het begin van de 14e eeuw. In België, in het bijzonder het graafschap Vlaanderen, ontstaan dergelijke nederzettingen al eerder.
Lokale vorsten (bijvoorbeeld een graaf of hertog) bieden in deze periode stadsrechten (gebaseerd op die van de oudere burchtsteden) aan dorpen (in de hoop dat zij zich ontwikkelden tot steden) of verkopen ontginningsrechten aan de burgers van reeds bestaande steden in de hoop dat zij aldaar nieuwe steden zullen stichten, zo zijn veel Noord-Brabantse steden gesticht door burgers van oudere Brabantse steden als Leuven, Tienen of Antwerpen.
Voor de meeste huidige steden in Nederland en België begint hier hun stedelijke ontwikkeling. Niet al deze 'steden' ontwikkelden zich ook tot stad. Vooral in Noord-Holland, Friesland en Oostelijk Nederland vindt men veel dorpen die zich ondanks het verkrijgen van stadsrechten nooit tot stad hebben ontwikkeld. Met name in West-Friesland is het vaak ook niet de bedoeling geweest van de landsheer dat de stadsrechtverlening de nederzetting tot een echte stad zou laten uitgroeien.

### Geplande steden

#### Voor de Industriële Revolutie
Geplande stadsuitbreidingen komen in het Europa van voor de industriële revolutie regelmatig voor, de concentrische grachtenringen van veel Vlaamse en Hollandse steden zijn hiervan goede voorbeelden.
Het daadwerkelijk plannen van een geheel nieuwe stad echter, was zeldzaam. Vooral in de middeleeuwen en vroege oudheid (tot ongeveer de 9e eeuw v.Chr.) ontstaan en groeien steden organisch.
Binnen het pre-industriële Europa zijn er drie grootschalige golven van stedenstichtingen te ontwaren, twee ervan gedurende de oudheid en één in de hoge middeleeuwen.

##### Oude Griekenland
De geografie van Griekenland (bergachtig gebied met weinig vruchtbaar en open land) dwong de groeiende bevolking beginnende in de 8e eeuw v.Chr. al snel tot het koloniseren van overzeese gebieden. In de daaropvolgende eeuwen ontstonden overal in het Middellandse Zeegebied en rond de Zwarte Zee Griekse steden, die altijd volgens het Hippodamische systeem werden aangelegd.
De steden werden zorgvuldig gepland. Zo werd vanaf de dag van aankomst op de locatie van de nieuwe kolonie land ingeraamd voor de tempels, amphitheaters en agora ook al zouden deze (in het geval van de meeste kolonies) pas decennia later gebouwd worden.

##### Hellenistische en Romeinse Rijk
Hoewel het bouwpatroon hetzelfde blijft, verandert de achterliggende gedachte na de 4e eeuw v.Chr.. Bij de oude Grieken was bevolkingsdruk de hoofdreden achter de stichting van nieuwe steden, ten tijde van de Hellenistische en Romeinse Tijd hebben nieuwe steden vooral het doel nieuw veroverde gebieden in toom te houden. Zowel de Hellenistische Grieken als de Oude Romeinen bouwden overal binnen hun rijken nieuwe steden met als belangrijkste inwoners veteranen.
In het geval van de Hellenistische Rijken zorgde dit vooral voor een verspreiding van de Griekse cultuur en gewoonten, bij de Romeinen kwam hier ook de overname van de taal (het Latijn) bij.

##### Heilige Roomse Rijk

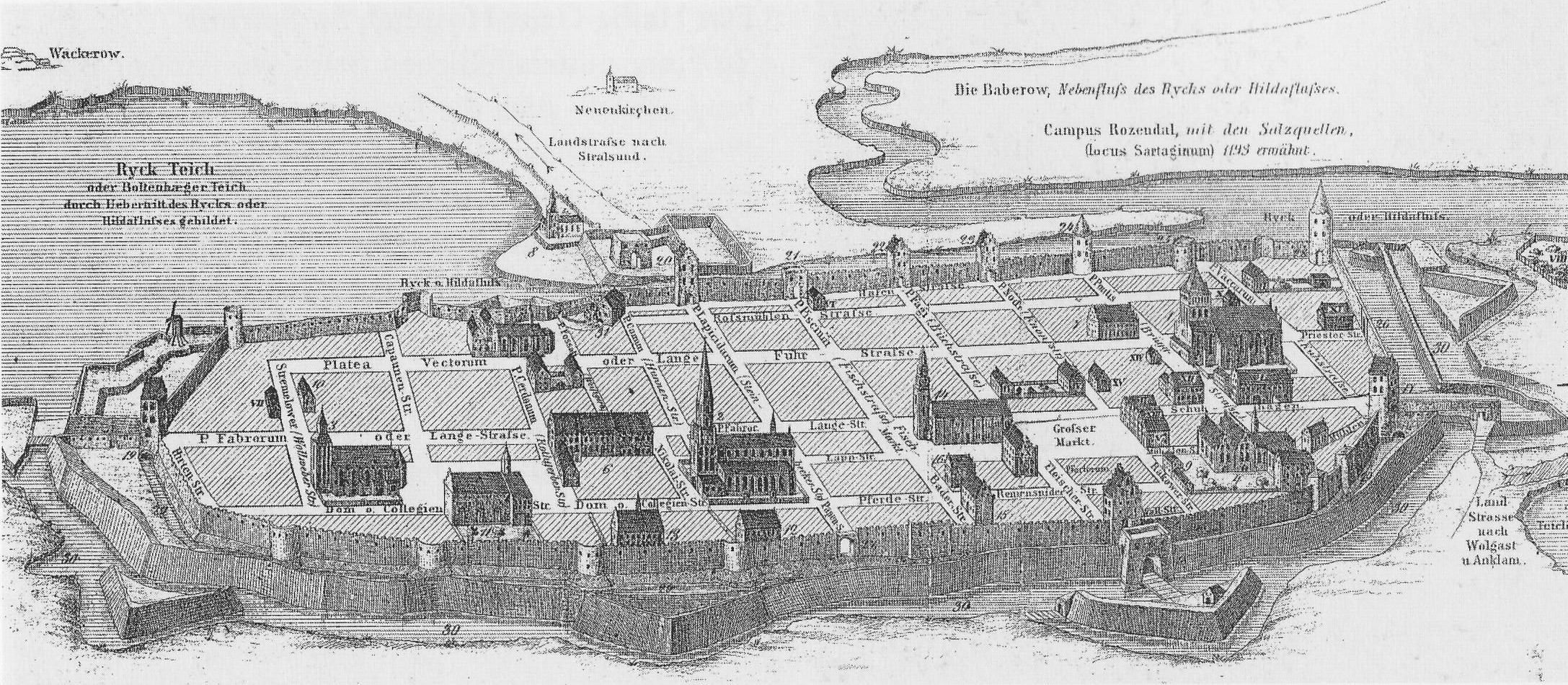
Greifswald, met het geplande stratenpatroon goed zichtbaar.

In het oosten van het Heilige Roomse Rijk (ook wel het Duitse Rijk genoemd) bevonden zich in de middeleeuwen grote gebieden land die bewoond werden door Slavische stammen. Deze gebieden, ruwweg ten oosten van de rivier de Elbe gelegen, waren slechts licht-bewoond en relatief onderontwikkeld.
Binnen het Slavische gebied stichtten Duitse kolonisten (hoewel in enkele uitzonderlijke gevallen ook Nederlanders) steden. Doordat steden binnen het gebied grotendeels ontbraken, ontstond een situatie waarin het platteland lange tijd gedomineerd werd door Slavische boeren terwijl binnen dit gebied (dat zich uitstrekte van het huidige Polen tot aan Roemenië en Rusland) geplande Duitstalige stadjes lagen.
Sommige van deze steden verloren in de loop der eeuwen hun geplande stratenpatroon, bijvoorbeeld door branden en daaropvolgende wildbouw.

#### Na de industriële revolutie
Na de industriële revolutie veranderde de functie van de stad. Het politieke en militaire aspect verdwenen grotendeels en het belang van de economie en grootschalige huisvesting neemt explosief toe.
Nieuwe voedsel- en productietechnieken laten een veel groter bevolkingsaantal toe dan voorheen mogelijk was, wat zich vertaalt in steden met honderdduizenden en zelfs miljoenen inwoners. In Europa betekende dit (met Parijs als voorbeeld) het openbreken van het middeleeuwse stratenpatroon en de aanleg van boulevards, avenues en singels. De oude stadswallen en verdedigingswerken verloren hun nut en werden afgebroken. De vrijkomende ruimte werd bebouwd, of benut voor de aanleg van een ringweg (Parijs) of stadsparken (Luxemburg, Groningen).
In Europa bevinden zich relatief weinig geplande steden. Als voorbeeld van een geplande stad in België geldt Louvain-la-Neuve. In Nederland zijn alle steden en dorpen (met uitzondering van Urk) in de provincie Flevoland gepland.
Vooral tijdens de 19e eeuw in de Verenigde Staten (dat naast een hoge natuurlijke bevolkingsgroei ook een positief migratiesaldo kende), de tweede helft van de 20e eeuw in Rusland en de vroege 21e eeuw in het geval van China domineert de geplande stad.

## Criteria
Gordon Childe gaf in 1950 in het artikel The Urban Revolution in het tijdschrift The Town Planning Review over de stedelijke revolutie tien criteria die de vroegste steden onderscheiden van eerdere dorpen:
1. relatief grote nederzettingen en bevolking, al waren vroege steden veelal kleiner dan veel moderne dorpen
2. productie van een agrarisch overschot waardoor er ruimte was voor voltijds specialisatie en geavanceerde arbeidsdeling
3. met het overschot kon door redistributie via tribuut of belasting aan een godheid of koning een overheid worden gefinancierd
4. monumentale openbare bouwwerken
5. een heersende klasse
6. schrift
7. exacte en voorspellende wetenschappen (rekenkunde, meetkunde, astronomie, kalenders)
8. verfijnde kunstvormen
9. langeafstandshandel voor grondstoffen
10. een staat op basis van burgerschap in plaats van verwantschap

Dit was het begin van een uitgebreide discussie over de kenmerken van de stad en niet alle criteria zijn van toepassing op alle steden. Als geheel geven de criteria van Childe echter nog steeds een goed beeld van de belangrijkste onderscheidende aspecten van de stad.

## Aspecten van de stad

### Politiek

#### Oudheid
De opkomst van de steden werd relatief snel gevolgd door het ontstaan van de eerste staten. In het oude Mesopotamië (grofweg het huidige Irak) wisselden steden elkaar constant af in de regionale hegemonie. De eerste rijken waren dan ook grotendeels gecentreerd rondom een specifieke stad die politiek en militair dominant was. De Sumerische, Akkadische en Babylonische Rijken zijn voorbeelden van dergelijke staten gecentreerd rondom één stad. In het geval van de genoemde voorbeelden waren dit Ur, Akkad en Babylon.
In veel gevallen betekende de vernietiging van de hoofdstad het einde van een dergelijke staat omdat vrijwel de gehele sociale, politieke, economische en militaire elite zich in deze steden bevond. Vooral de oude Grieken onder Alexander de Grote pasten deze strategie veelvuldig toe. Vaak stichtten zij een nieuwe hoofdstad op symbolische wijze naast de resten van de oude om zo aan de plaatselijke bevolking duidelijk te maken dat zij verslagen was, maar ook om de macht van de oude elite te breken.
Met de veroveringen van Alexander de Grote en later die van het Romeinse Rijk was de macht van de individuele stad (of stadstaat) eeuwenlang uiterst beperkt. Steden waren onderdeel van grote gecentraliseerde rijken waarvan het politieke en militaire leiderschap niet langer aan een enkele stad verbonden was. Zo was Rome weliswaar het religieuze en sociale hart van het Romeinse Rijk, maar het bestuur was in handen van de keizer, het patriciaat en de senatoriale elite die niet noodzakelijkerwijs aan Rome of haar bevolking gebonden was.

#### Middeleeuwen
De val van het Romeinse Rijk zorgt voor een machtsvacuüm in vrijwel geheel West-Europa. Het centrale gezag van de Romeinse Keizer wordt nu vervangen door het Germaanse koningschap dat de vroege middeleeuwen domineert en op zeer basale wijze het staatsbestuur voortzet. De autoriteit van veel van deze koningen was zo beperkt dat zij vrijwel constant met hun (militaire) gevolg moesten rondtrekken om hun macht ook daadwerkelijk te doen gelden. De steden zijn in dit tijdvak slechts een schim van wat zij eerst waren en grotendeels overgeleverd aan de rondzwervende krijgsheren.
Dit verandert in de loop van de 10e eeuw, wanneer (door een combinatie van politieke stabiliteit en bevolkingsgroei) de macht van de koningen deels verschuift naar lokale edelen in wat ook wel de banale revolutie wordt genoemd. Het lokale gezag werd veel sterker en het liet de burgers van steden toe om bepaalde rechten van hun lokale heer te kopen, vaak in ruil voor geld of diensten.
Gedurende dit proces nam de macht en positie van de stad enorm toe. Veel middeleeuwse steden, hoewel formeel onderdeel van heerlijkheden, graafschappen, hertogdommen en koninkrijken, gedroegen en stelden zich haast op als stadstaten. Met de aankoop van stadsrechten als het recht op omwalling, tolheffing, eigen rechtspraak en in sommige gevallen ook het muntrecht werd de stad de facto een staat binnen een staat.

#### Nieuwe en Nieuwste Tijd
In de 15e en 16e eeuw komt een nieuwe staatsvorm op die in haar meest vergevorderde stadium ook wel "absolutisme" wordt genoemd. Kenmerkend voor deze ontwikkeling is de steeds toenemende macht van de soevereine vorst, in de meeste gevallen een koning. De steden hebben in deze tijd de lokale adel in politiek opzicht grotendeels vervangen, waardoor de macht van de koning (die voorheen de hulp van de adel nodig had) groeide.
Nieuwe ontwikkelingen op het gebied van logistiek (bijvoorbeeld de aanleg van nieuwe verharde wegen en de uitvinding van de boekdrukkunst) en op militair vlak (verbetering van vuurwapens en artillerie) lieten, voor het eerst sinds het Romeinse Rijk, opnieuw een sterk centraal staatsbestel toe.
Met dit proces nam de macht van de steden weer af, vooral in Frankrijk, Spanje en Engeland is deze ontwikkeling goed zichtbaar. In enkele Europese gebieden, waaronder Zwitserland en de Nederlanden, voltrok het zich minder zichtbaar en langzamer. Hier werd de macht van de steden, en de stedelijke elite, pas voorgoed verbroken tijdens de Franse Revolutie.

### Economie
Economisch kunnen er verschillende oorzaken zijn waardoor er op een bepaalde plaats een stad ontstaat. Kruisingen van wegen, rivieren en zeekusten zijn voor de hand liggende plekken vanwege de gunstige ligging voor de handel. Ook de keuze om een stad deelgebied- of nationale hoofdstad te maken kan een stad stimuleren, omdat hierdoor met het regeringsapparaat werkgelegenheid naar de stad komt. In andere gevallen vormen grondstoffen (mijnbouw) de economische motor achter een stad, of industrie. Een laatste categorie vormen de universiteitssteden, waar een universiteit de bron van werkgelegenheid vormt. Door de vele studenten is ook de gemiddelde leeftijd van de stedelingen lager en bevat de stad veel studentenvoorzieningen. Veel steden veranderen geleidelijk van karakter van een industrie- en havenstad naar een dienstenstad.
Het gerucht dat op een bepaalde plek natuurlijke rijkdommen zoals goud, diamant of aardolie te vinden zijn kan ervoor zorgen dat er veel mensen naar die plek trekken om hun geluk te beproeven, waardoor een nederzetting of een stadje kan ontstaan. We spreken dan van een 'boomtown'. Aanvankelijk komen slechts personen die werkzaam zijn in de desbetreffende economische sector, bijvoorbeeld mijnwerkers. Omdat zij ook behoeften hebben aan voorzieningen zullen ook andere beroepsgroepen volgen, zoals artsen, leraren, advocaten, bankiers. Hierdoor krijgt de boomtown in een later stadium een (economisch) minder eenzijdig karakter.
Vaak raakt zo'n nederzetting ontvolkt zodra de winning van de betreffende grondstof niet langer meer rendabel is, maar het kan ook voorkomen dat zo'n nederzetting uitgroeit tot een grote stad. Een voorbeeld van een stad die ontstaan is bij een goudmijn is Johannesburg. Wanneer een dergelijke stad weer volledig of vrijwel volledig verlaten wordt spreken we van een spookstad. Ook andere zaken dan mijnbouw kunnen leiden tot een boomtown. De toerisme- en dienstenindustrie heeft bijvoorbeeld tot een explosieve groei van de stad Dubai geleid. Dubai mag men noemen als een typisch voorbeeld van een moderne boomtown.
Over het algemeen bieden steden, boomtown of niet, economisch meer kansen dan het platteland. Er bestaan verschillende economische en andere redenen waarom iemand naar de stad trekt:
- Een baan in de stad verkiezen die meer kansen op langere termijn biedt dan het harde en onzekere boerenbestaan;
- Een opleiding willen volgen (uiteraard ook met het oog op beter werk);
- De stad zien als een stap richting emigratie naar een rijker land (tijdelijk werken en sparen voor de emigratie, een opleiding volgen);
- Ontkomen aan sociale controle en (voor vrouwen en meisjes) vrouwendiscriminatie op het conservatievere platteland. Men kan denken aan een gedwongen huwelijk of een gedwongen bestaan als huisvrouw, maar ook jongens en mannen kunnen naar de stad trekken uit onvrede met een hen opgelegde positie. Jongere zonen kunnen bijvoorbeeld in veel situaties het boerenbedrijf niet erven en kunnen dan besluiten weg te trekken omdat ze niet als knecht voor hun broer willen werken;
- Ontkomen aan de knellende macht van grootgrondbezitters op het platteland.

Veel plattelandsbewoners nemen in ruil daarvoor zware concurrentie en eventueel slechte huisvesting op de koop toe, en beproeven hun geluk in de stad. Hierdoor ontstaat verstedelijking en ontvolking van het platteland, en anderzijds overbevolking in de steden. Dit resulteert in heviger concurrentie op de woningmarkt en prijsstijgingen, en eventueel tot het ontstaan van sloppenwijken. Sommige overheden trachten ongebreidelde urbanisatie een halt toe te roepen om deze ontwikkelingen tegen te gaan door bijvoorbeeld maar een beperkt aantal huisvestigingsvergunningen af te geven, maar dit leidt in praktijk tot illegale vestiging en komt neer op dweilen met de kraan open. Ook het van de kaart vegen van sloppenwijken blijkt in de praktijk niet erg effectief.

### Sociaal
Steden hebben een volledig ander sociaal karakter dan dorpen en het platteland. De anonimiteit is groter en de sociale controle kleiner. Ook  verschilt het aantal voorzieningen. Uit onderzoek in Nederland bleek dat doorgaans de sociale cohesie in landelijke gebieden groter is dan in steden
Vanwege de grote bevolking en anonimiteit worden steden ook als minder veilig beschouwd. Het economisch succes trekt ook misdaad aan, die door de anonimiteit ook makkelijker kan opereren. Hierdoor kan men zich, met name in bepaalde stadsdelen, onveilig voelen. Ook de grote georganiseerde criminaliteit gedijt het beste in steden. In Nederland neemt echter het verschil in onveiligheid tussen grote steden en landelijke gebieden in het begin van de 21e eeuw af.
Steden zijn uitwisselingsplaatsen van ideeën en zijn daarom meestal progressiever dan het platteland. De vakbonden hebben hun oorsprong in de industriesteden, en ook veel progressieve politieke bewegingen en kunststromingen hebben hun oorsprong in stedelijke koffiehuizen. De oorspronkelijke communistische theorieën zagen dan ook de steden als mogelijke centra voor revoluties, en inderdaad zijn veel revolutie dan ook in steden begonnen. Nog steeds is in veel democratische landen een patroon zichtbaar waarin in de steden linkser en progressiever wordt gestemd dan op het platteland.

### Hygiëne en vervuiling

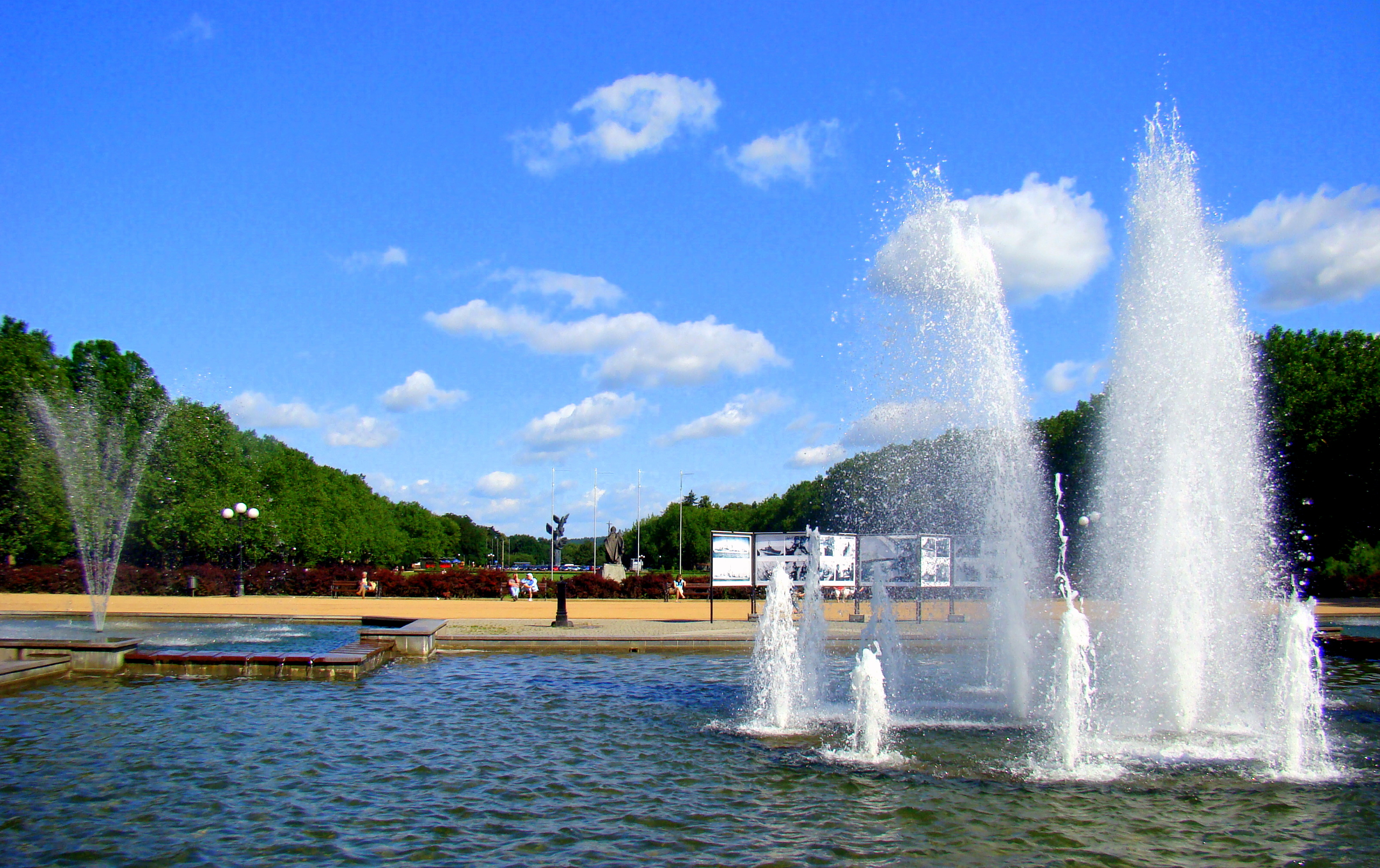
Groene omgeving in Szczecin, Polen

In de antieke en middeleeuwse steden was het met de hygiëne niet goed gesteld. Afval en huisvuil werd op straat of in de nabijgelegen rivier of gracht gegooid. Varkens, honden en andere dieren liepen tussen de mensen op straat rond en aten het afval. Ontlasting van deze dieren kwam op straat terecht, en wanneer een dier stierf liet men het kadaver daar wegrotten. Deze omstandigheden trokken ongedierte zoals muizen en ratten aan. De steden waren bovendien naar verhouding klein waardoor de mensen dicht op elkaar gepakt leefden. Epidemieën zoals de pest, cholera en pokken hadden in de antieke en middeleeuwse steden dan ook vrij spel. In de eigentijdse sloppenwijken zonder deugdelijke riolering bestaat dit gevaar nog steeds.
Luchtvervuiling is in moderne tijden een bijkomend probleem geworden, afkomstig van autoverkeer, industrie en het verbranden van afval. Onder de juiste omstandigheden vormt zich smog, waardoor men gezondheidsproblemen kan oplopen of deze verergeren. Dit kan door zuiveringsinstallaties op schoorstenen, het gebruik van minder vervuilende brandstoffen en het hergebruiken in plaats van verbranden van (plastic) afval worden beperkt.
Ook watervervuiling kan een bedreiging voor de volksgezondheid vormen. Het kwam (en komt) voor dat een riolering en industriële afvoer in hetzelfde water uitmondt als waar een stad zijn drinkwater vandaan haalt. Te grote hoeveelheden rioleringswater kunnen niet meer door de natuur worden opgeruimd en kunnen leiden tot algenbloei en uiteindelijk stinkend water dat een bedreiging voor de volksgezondheid vormt. Bovendien bestaat gevaar door eventuele kankerverwekkende of giftige chemicaliën afkomstig van de industrie.
Goede voorzieningen voor het verwerken van afval dragen bij aan het welzijn in de steden. Men kan hierbij denken aan riolering, stromend water, een vuilnisophaaldienst en een schoonmaakdienst. Gemeentes plaatsen bovendien vuilnisbakken op straat en laten deze regelmatig legen, zodat de mensen hun afval niet op straat gooien. Afval kan bovendien gescheiden worden zodat het kan worden hergebruikt als bijvoorbeeld compost.
In de snelgroeiende steden en sloppenwijken van de ontwikkelingslanden en opkomende economieën vormen hygiëne en vervuiling nog steeds nijpende problemen.

## Begrip stad
Het onderscheid tussen stad en gemeente is vooral organisatorisch en juridisch; soms vormt een stad met het omsluitende buitengebied en de omliggende dorpen een gemeente.

### Definitie stad in België
De meeste Belgische steden voeren hun stadstitel op basis van het koninklijk besluit van 30 mei 1825, dat voor het gehele Verenigd Koninkrijk der Nederlanden de gemeenten opsomde die gemachtigd werden de titel stad te dragen. Hierin werden alle gemeenten opgesomd die in het verleden stadsrechten hadden ontvangen en die tijdens de Franse tijd niet waren kwijtgeraakt. Ook na de Belgische onafhankelijkheid wordt in België de titel stad officieel toegekend aan gemeenten via een koninklijk besluit. De gemeente krijgt dan de stadstitel erbovenop; met de grootte van de gemeente heeft die weinig te maken. Gedurende meer dan 150 jaar veranderde er niets meer aan de lijst van 1825. Na de gemeentelijke herinrichting van 1977 werd de stadstitel uitgebreid tot het volledige grondgebied van de fusiegemeente en kregen de gemeenten de kans om de stadstitel te verkrijgen via een koninklijk besluit. Dit kon gebeuren vanwege historische redenen (steden die de stadstitel verloren waren tijdens de Franse tijd of gemeenten die in de middeleeuwen een belangrijke rol speelden) of wegens de huidige centrumfunctie van de gemeente. Heel wat gemeenten maakten hiervan gebruik en verkregen tussen 1982 en 2000 de stadstitel. Ook het Verenigd Koninkrijk kent zo'n systeem.
Voor meer info: zie Lijst van steden in België

### Definitie stad in Denemarken
In Denemarken volgt het nationale bureau voor statistiek de definitie dat een plaats minimaal 200 inwoners moet hebben (met een afstand tussen gebouwen van niet meer dan 200 meter) om als by (stad) te worden aangemerkt. Veel plaatsen die men in Nederland als dorp zou bestempelen worden aldaar dan ook als stad (by) gekenmerkt.

### Definitie stad in Nederland
In de Nederlandse wetgeving komt de term 'stad' niet voor; de Nederlandse wet kent sinds 1848 slechts de begrippen gemeente en woonplaats. Vóór de negentiende eeuw was een stad een plaats die stadsrechten had gekregen. In de Bataafse Republiek werd het onderscheid opgeheven en werd de municipaliteit ingesteld. Koning Lodewijk Napoleon herstelde de stadstitel. 
In het nieuwe Koninkrijk der Nederlanden kregen de steden een deel van hun oude rechten terug. De stadsbesturen werden verkozen door stemgerechtigde burgers en hadden hun eigen reglementen. De steden waren bovendien vertegenwoordigd in de Provinciale Staten. Het aantal steden werd uitgebreid, waarbij ook rekening werd gehouden met de grotere plaatsen in Noord-Brabant, Limburg en Drenthe, die eerder tot de Generaliteitslanden werden gerekend. Den Haag, dat eerder geen stadsrechten had, werd alsnog een stad. Koning Willem I nam deze uitgebreide lijst van steden over in het koninklijk besluit van 30 mei 1825, dat in België na de afscheiding van kracht bleef.
In Nederland wordt bij plaatsen zonder historische stadsrechten vanaf een inwoneraantal van ongeveer 50.000 door sommigen gesproken van een stad, overigens zonder dat dit een algemeen aanvaard gebruik is. Of een plaats als stad gezien wordt, hangt ook af van de bevolkingsdichtheid van het omliggende gebied. Zo wordt bijvoorbeeld Emmeloord door de omgeving als stad ervaren en Wijchen als dorp, hoewel Wijchen meer inwoners heeft dan Emmeloord. Drachten is, wat aantal inwoners betreft, de grootste plaats in de provincie Friesland na Leeuwarden, maar behoort niet tot de historische groep van elf steden.
In een groot gedeelte van de provincie Groningen en een deel van de provincie Drenthe gebruikt men de term 'Stad' om de daar centraal gelegen stad Groningen aan te duiden. Inwoners van de stad Groningen worden stadjers genoemd.
Volgens een oudere druk van Van Dale is een stad een conglomeratie die onafhankelijk kan opereren zonder de (plattelands-)omgeving.

### Definitie stad in Rusland
In Rusland kunnen plaatsen met ten minste 12.000 inwoners en met minimaal 85% van de bevolking werkzaam in sectoren buiten de landbouw de wettelijke status van stad aanvragen. Er zijn vele voorbeelden van historische plaatsen met de status van stad, die soms slechts enkele duizenden inwoners hebben (de kleinste is Verchojansk met 1.500 inwoners in 2002) en plaatsen met meer dan 20.000 inwoners die dan weer niet de status van stad hebben (de grootste is de stanitsa (kozakkenplaats) Ordzjonikidzevskaja in Ingoesjetië met meer dan 65.000 inwoners in 2002). Steden worden onderverdeeld in verschillende klassen naar inwoneraantal, zie nederzettingstypen in Rusland.

## Stedentypen

### Agglomeratie
Stad en voorsteden samen heten een agglomeratie. Steden met miljoenen inwoners noemt men een miljoenenstad (metropolis). Grotere sterk verstedelijkte gebieden, zoals de "BosWash" (het gebied Boston-New York-Newark-Philadelphia-Washington D.C., 35 miljoen inwoners), de Blauwe Banaan (het verstedelijkte gebied vanaf het noorden van Engeland, de Benelux, het noorden van Frankrijk, het midden en zuiden van Duitsland, Zwitserland tot het noorden van Italië, met zo’n 85 tot 110 miljoen inwoners, afhankelijk van de definitie), Peking-Tianjin en Zuid-Japan worden wel aangeduid als "megalopolis".

### Voorstad
Rond grote steden bevinden zich vaak een aantal andere plaatsen die ook 'verstedelijkt' zijn, dat wil zeggen dat ze groter zijn geworden en gedeeltelijk hun dorpse karakter hebben verloren. Deze zogenaamde voorsteden zijn meestal sterk op de stad gericht voor voorzieningen en werkgelegenheid.

### Wereldstad
Een wereldstad (zie ook Metropool) is een (zeer) grote stad met een prominente plaats op het gebied van handel, financiën, wetenschap, cultuur en uitgaansleven. De sociologe Saskia Sassen bakende de term in 1991 (als global city) verder af: een global city is een stad die een directe invloed heeft op het mondiale sociaal-economische systeem. De term dient niet te worden verward met miljoenenstad. Waar een miljoenenstad (louter) een groot inwoneraantal heeft, heeft een global city internationaal veel invloed en macht. Global cities hebben volgens Sassen meer met elkaar gemeen dan met steden in hun eigen land. In toenemende mate hebben wereldsteden geen landelijke politiek meer nodig, maar onderhouden ze directe banden met elkaar.

## Grootste steden

### Grootste steden ter wereld
Hieronder staat een lijst van de twintig grootste steden ter wereld (gemeten naar aantal inwoners in de gemeente, volgens schattingen voor 2009 van World Gazetteer). Inwoneraantallen van steden zijn vaak moeilijk met elkaar te vergelijken, omdat per land kan verschillen wat tot een bepaalde gemeente wordt gerekend. Onderstaande getallen zijn uiteraard lager dan het inwoneraantal van het respectieve stedelijke gebied.
| Nr. | Naam         | Originele naam (indien afwijkend) | Land             | Aantal inwoners |
| --- | ------------ | --------------------------------- | ---------------- | --------------- |
| 1   | Shanghai     | Shànghǎi/上海                     | China            | 24.150.000      |
| 2   | Mumbai       | Mumbaī/मुंबई                        | India            | 13.922.125      |
| 3   | Karachi      | Karāchi/کراچي                     | Pakistan         | 12.827.927      |
| 4   | Istanboel    | İstanbul                          | Turkije          | 12.573.836      |
| 5   | Delhi        | Dillī/दिल्ली                         | India            | 12.259.230      |
| 6   | Buenos Aires |                                   | Argentinië       | 12.197.347      |
| 7   | Manilla      | Manila                            | Filipijnen       | 11.165.131      |
| 8   | Moskou       | Moskva/Москва                     | Rusland          | 10.494.522      |
| 9   | Dhaka        | Dhākā/ঢাকা                          | Bangladesh       | 10.468.510      |
| 10  | São Paulo    |                                   | Brazilië         | 10.328.094      |
| 11  | Lagos        |                                   | Nigeria          | 9.733.876       |
| 12  | Seoel        | Seoul/서울                        | Zuid-Korea       | 9.660.532       |
| 13  | Kinshasa     |                                   | Congo-Kinshasa   | 9.518.988       |
| 14  | Tokio        | Tōkyō/東京                        | Japan            | 8.704.569       |
| 15  | Mexico-Stad  | México                            | Mexico           | 8.587.132       |
| 16  | Jakarta      |                                   | Indonesië        | 8.579.263       |
| 17  | Teheran      | Tehrān/تهران                      | Iran             | 8.250.882       |
| 18  | New York     |                                   | Verenigde Staten | 8.219.262       |
| 19  | Caïro        | al-Qāhirah/القاهرة                | Egypte           | 8.026.454       |
| 20  | Lima         |                                   | Peru             | 7.902.851       |

### Grootste gemeenten van Nederland en steden van België
In België zijn steden gemeenten die een stadstitel dragen. Sommige grote gemeenten zullen daarom niet in het overzicht van de grootste steden voorkomen.

## Kleinste 'steden'
De kleinste plaats in de Benelux die ooit stadsrechten heeft gekregen, is de buurtschap Staverden in de gemeente Ermelo op de Veluwe. Het heeft geen echte kern en in de verspreide huizen die tot Staverden gerekend worden, wonen ongeveer 40 mensen (2006). Staverden kreeg stadsrechten in 1298, maar ontwikkelde zich nooit tot stad.
De kleinste plaats met stadsrechten die wel als stad heeft bestaan, is Sint Anna ter Muiden in de gemeente Sluis in Zeeuws-Vlaanderen, met ongeveer 50 inwoners (2006). Het Achterhoekse stadje Bronkhorst (gemeente Bronckhorst), met 130 inwoners (2006), profileert zich weliswaar toeristisch als kleinste stad van Nederland, maar komt op de vierde plaats (nummer 3 is Eembrugge).
De kleinste stadskern van België is het Waalse Durbuy met ongeveer 400 inwoners, inclusief buitengebied. Tot de gemeentelijke herinrichting van 1977 was het ook de kleinste stad van het land. Daar het begrip "stad" in België slaat op de hele gemeente (de stad Durbuy telde zodoende op 1 januari 2010 10.983 inwoners) is sindsdien de West-Vlaamse stad Mesen met 950 inwoners inclusief buitengebied (1 januari 2010) de kleinste stad van België. Deze taalgrensgemeente werd niet samengevoegd met andere gemeenten.

## Netwerken van steden
- Eurocities
- Vereniging van Vlaamse Steden en Gemeenten
- Burgemeestersconvenant
- United Cities and Local Governments
- Transitiesteden

## Trivia
- De noordelijkste stad ter wereld is Longyearbyen op de eilandengroep Spitsbergen, op 78°13' noorderbreedte.
- De stad Plovdiv in Bulgarije wordt door velen als langst ononderbroken bewoonde stad van Europa gezien.

### Gerelateerde onderwerpen
Agglomeratie ·
Binnenstad ·
Burgemeester ·
City (stad) ·
Deelgemeente (België) ·
Deelgemeente (Nederland) ·
Gemeentearchivaris ·
Gemeente (bestuur) ·
Gemeentehuis ·
Gemeenteraad ·
Hoofdstad ·
Metropool ·
Satellietstad ·
Schepen ·
Stadsprovincie (China) ·
Stadhuis ·
Stadsdeel ·
Stadsdeelraad ·
Stadsrechten ·
Stadstaat ·
Town ·
Verstedelijking ·
Wethouder ·
Wijk ·
Zustergemeente

### Overig
- Lijst van Nederlandse plaatsen
- Lijst van grootste gemeenten in Nederland
- Lijst van Nederlandse plaatsen met voormalige stadsrechten
- Lijst van Belgische steden
- Lijst van gemeenten in het Vlaams Gewest
- Lijst van grootste metropolen